# Francolin d'Ahanta
Pternistis ahantensis
Espèce
Statut de conservation UICN

 LC  : Préoccupation mineure
Le Francolin d'Ahanta (Pternistis ahantensis syn. : Francolinus ahantensis) est une espèce d'oiseaux de la famille des Phasianidae.

## Distribution
En trois poches isolées dans l’ouest de l’Afrique : une au sud du Sénégal, en Gambie et dans le nord de la Guinée Bissau ; la seconde au sud de la Guinée, en Sierra Leone et dans l’ouest du Libéria ; la dernière dans le nord-est de la Côte d’Ivoire, le Ghana, le centre du Togo, le Bénin et le sud-ouest du Nigeria (Hennache & Ottaviani 2011).

## Habitat
Ce francolin habite les lisières, les clairières, les formations secondaires et les broussailles faisant la transition entre la forêt-galerie et les cultures. Il fréquente aussi les sous-bois denses des lambeaux forestiers longeant les cours d’eau, les anciennes clairières, les cultures et les plantations abandonnées (del Hoyo et al. 1994, Madge & McGowan 2002).

## Alimentation
Elle consiste en graines, haricots, manioc, différents fruits et insectes dont des termites (del Hoyo et al. 1994).

## Mœurs
De nature timide et effacée, il se nourrit rarement à découvert. Il se tient généralement en couples ou en groupes familiaux, recherchant sa nourriture dans le fouillis végétal du sous-bois, souvent à proximité de l’eau. Il répugne à s’envoler en cas de danger, cependant, surpris, il a été observé s’envolant vers des arbres. Il juche généralement sur une branche, bien dissimulé dans les frondaisons, mais peut aussi occasionnellement passer la nuit sur le sol. Il lance ses cris bruyants et répétés avant le lever du jour (Madge & McGowan 2002).

## Voix
Le cri d’avertissement est un kee-kee-keree perçant ou un kok-kee-keroo moins criard. Le couple peut chanter en duo, la femelle étant supposée émettre un ker-weerk et le mâle un gloussement aigu.

## Nidification
La nidification est très mal connue. Le nid est une simple dépression grattée sur le sol sous un épais couvert végétal. Les pontes ont lieu en janvier et septembre en Sénégambie, de la fin-décembre à janvier au Ghana et en Sierra Leone (del Hoyo et al. 1994).

## Statut
L’espèce n’est pas considérée comme globalement menacée (BirdLife International 2010), mais elle souffre de la transformation de son habitat pour la mise en culture, et de la pression croissante de la chasse (del Hoyo et al. 1994).